# Animals (pel·lícula de 2022)
Animals és una pel·lícula belga dirigida per Nabil Ben Yadir, estrenada el 2022. Relata l'assassinat homòfob d'Ihsane Jarfi que va tenir lloc a Lieja el 2012. S'ha subtitulat al català.

## Sinopsi
En Brahim puja al cotxe de quatre desconeguts que busquen una discoteca a Lieja. Entenent que és homosexual, l'arrosseguen a un lloc abandonat on el colpegen tota la nit.

## Repartiment
- Soufiane Chilah: Brahim
- Gianni Guettaf: Loic